# Tsunami Warning System in the Pacific
Het Tsunami Warning System in the Pacific (TWSP) is een waarschuwingssysteem voor tsunami's voor landen die grenzen aan de Grote Oceaan.
TWSP is in 1965 ingericht in een samenwerking tussen de landen die grenzen aan de Grote Oceaan.  Deze landen hebben samen het Pacific Tsunami Warning Center (PTWC) ingericht om het TWSP te beheren.
TWSP is een relatief low-tech systeem dat bestaat uit verscheidene honderden getijdestations die verspreid zijn over eilanden en atollen in de Grote Oceaan. Deze stations registreren iedere seconde het waterpeil ten opzichte van een vaste nulhoogte. Iedere meting wordt opgenomen in een lopend gemiddelde over een periode. Deze gemiddelde hoogte wordt normaal ieder uur doorgeseind naar het PTWC dat op Hawaï gevestigd is. Daar worden de waarden gecorrelleerd door een computer en zo ontstaat een kaart van de golfbeweging van het oceaanoppervlak.
Het hele proces versnelt als er plotselinge, seismische activiteit plaatsvindt. Op dat moment worden gemiddelden van twee minuten ingestuurd en ontstaat een kortere-termijn kaart van het oceaanoppervlak aan de hand waarvan beoordeeld kan worden of er een tsunami ontstaat en of er kuststroken ontruimd moeten worden.
TWSP bestaat alleen maar uit getijdestations. Hieruit kunnen golflengte, hoogte en snelheid van het golffront van een tsunami worden vastgesteld. De gevolgen van een tsunami hangen echter af van meer factoren dan alleen die drie, waaronder verloop en structuur van de oceaanbodem en de kustvorm. TWSP bevat noch levert informatie over deze factoren, waardoor de gecorrelleerde informatie niet een compleet beeld oplevert van het gedrag van een tsunami. Hierdoor is het al een aantal keer voorgekomen dat het systeem vals alarm heeft gegeven, wat geleid heeft tot dure en onnodige evacuaties van kuststroken.
De relatieve low-tech getijdestations hebben echter wel het voordeel dat ze goedkoop zijn. Een enkel station kost ongeveer 20.000 euro en vergt relatief weinig onderhoud. Om deze reden wordt gekeken naar een vergelijkbaar systeem als waarschuwingssysteem voor de Indische Oceaan na de tsunami in dat gebied in 2004.